# ويليام داير (سياسي)
ويليام داير (بالإنجليزية: William Dyer)‏ هو سياسي أمريكي، ولد في 1609 في المملكة المتحدة، وتوفي في 24 أكتوبر 1677 بنيوبورت في الولايات المتحدة.